# Phalacrachena calva
Phalacrachena calva là một loài thực vật có hoa trong họ Cúc. Loài này được (Ledeb.) Iljin miêu tả khoa học đầu tiên năm 1937.